# Ligne de tramway 6 (SNCV Groupe de Zwevezele)
La ligne 6 est une ancienne ligne du tramway de Bruges de la Société nationale des chemins de fer vicinaux (SNCV) qui reliait Bruges à Sainte-Croix.

## Histoire
Gare - Grand-Place - Porte Sainte-Croix (Kruispoort) - Sainte-Croix (Sint-Kruis)  (Doornhut)
14 mars 1950 : suppression et remplacement par une ligne d'autobus sous le même indice (voir la section sur l'article Tramway de Bruges).

## Infrastructure

### Dépôts et stations
Dépôts utilisés par la ligne situés sur le reste du réseau ou des lignes connexes : Assebroek.

## Exploitation

### Horaires
Tableaux : 337 (1931), numéro de tableau partagé par les lignes urbaines de Bruges 1, 2 , 3, 4,  5 et 6.